# Lucjan André
Lucjan André (* 10. Oktober 1893 in Grodzisk Mazowiecki; † 27. Juni 1958 in Katowice) war ein polnischer Schriftsteller sowie Literatur- und Theaterkritiker.

## Leben
André besuchte eine Privatschule in Warschau und erwarb dort 1912 das Abitur. Als Lyriker debütierte er 1923 mit dem Band LVI. Sein Studium der Philosophie begann er ebenfalls 1923 an der Universität Warschau, wo er 1928 den Magister erwarb. Neben seinem Studium betätigte er sich weiterhin literarisch und wurde 1925 Mitglied des Berufsverbandes der Polnischen Literaten. Seine Theaterkritiken und Artikel veröffentlichte er von 1925 bis 1926 im Echo Warszawy, von 1926 bis 1927 in der Gazeta Warszawska Poranna, von 1927 bis 1928 im Przegląd Wieczorny und Kurier Poranny sowie von 1929 bis 1931 im Echo Tygodnia. Anschließend konzentrierte er sich auf sein literarisches Schaffen und sein wissenschaftliche Arbeit. Mit der Arbeit O bezdziejowości w poezji. Rzecz o Adamie Asnyku (Doktorvater: Tadeusz Kotarbiński) promovierte er 1933 an der Universität Warschau.
Während der Deutschen Besetzung lebte er in Warschau und arbeitete als Straßenarbeiter. Nach der Niederschlagung des Warschauer Aufstandes wurde er nach Częstochowa deportiert. Nach dem Zweiten Weltkrieg übernahm er 1945 die Leitung der Stadtbibliothek in Częstochowa. Zudem arbeitete er mit der Lokalzeitung Głos Narodu zusammen, wo er von 1945 bis 1947 Chefredakteur der Beilage Przemiany war. Kurz darauf siedelte er nach Katowice um und war als technischer Übersetzer von sowjetischen Fachtexten tätig.
André starb am 27. Juni 1958 in Katowice.

## Werke

### Lyrik
- LVI, 1923
- Walka o człowieka, 1926
- Jaskinia Platona, 1929
- Szlakiem niepodległych. 1918–1928. Utwory zebrane, 1929; 2. Aufl. 1933
- Toast weselny, 1934

### Prosa
- O bezdziejowości w poezji. Rzecz o Adamie Asnyku, 1930
- Czad. Powieść, 1937
- Lotne złoto. Powieść, 1938

### Übersetzungen
- Edgar Allan Poe: Zdradzieckie serce, 1928; 2. Aufl. 1991